# Route nationale 97 (Suède)
Pour les articles homonymes, voir Route nationale 97.
La route nationale 97 (en suédois : Riksväg 97) est une route nationale entre Luleå et Jokkmokk en Suède,.

## Présentation
La route nationale 97 traverse le  comté de Norrbotten.
La route nationale 97 s'étend dans une direction sud-est-nord-ouest depuis Luleå  de sa jonction avec la route européenne 4.
Elle traverse le lac Gammelstadsfjärden et plus loin elle longe la rive nord du fleuve Luleälven, en traversant Gammelstad, Södra Sunderbyn, Sävast, Boden, Vittjärv, Övre Svartlå, Harads et jusqu'à Edefors (sv).
À Edefors, la route traverse le fleuve Luleälven par un pont en arc, puis longe sa rive sud jusqu'à Vuollerim où confluent le fleuve Luleälven et la rivière Lilla Luleälven.
À  Jokkmokk, la route nationale 97 se termine en rencontrant la route européenne 45.
La longueur de la route nationale 97 est de 169 kilomètres.

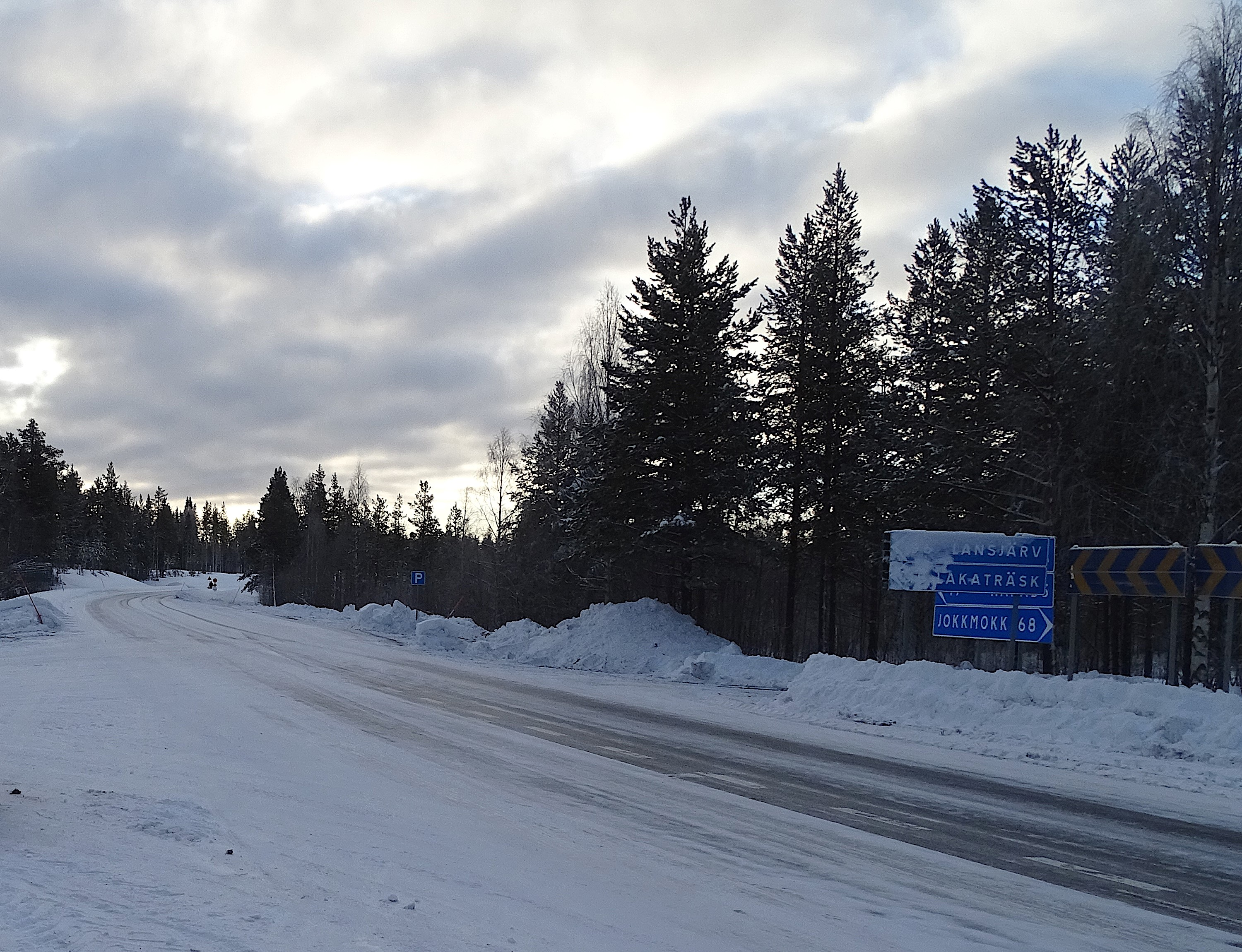
La route nationale 97.

## Tracé
| Km     | Lieu              | Carte interactive |
| ------ | ----------------- | ----------------- |
| 0 km   | Luleå             |                   |
|        | Södra Sunderbyn   |                   |
|        | Unbyn             |                   |
|        | Sävast            |                   |
| 36 km  | Boden             |                   |
| 84 km  | Harads            |                   |
| 87 km  | Bodträskfors (sv) |                   |
| 128 km | Vuollerim         |                   |
| 170 km | Jokkmokk          |                   |